# Deep Fighter
Deep Fighter est un jeu vidéo de simulation de sous-marin développé par Criterion Games et édité par Ubi Soft. Il est sorti sur Dreamcast et Windows en 2000. Le jeu demande au joueur de combattre des ennemis sous l'eau tout en accomplissant des missions. Le jeu contient des cinématiques mettant en scène des acteurs, dont David Walliams.

## Trame
Suite spirituelle du jeu Sub Culture de 1997, il se déroule dans une communauté déchirée par la guerre sous marine. La race qui y vit est d'apparence humaine et possède une technologie de pointe, mais elle est si minuscule que même la vie marine ordinaire constitue une menace dangereuse. Le but est de construire un vaisseau-mère Léviathan pour transporter toute la société en lieu sûr, tout en luttant contre une faction hostile connue sous le nom de Shadowkin.

## Système de jeu
Le joueur est un soldat qui contrôle un sous-marin de type chasseur dans la force de défense de la civilisation. Jouant principalement du point de vue à la première personne, il doit accomplir des missions qui débloquent des sous-marins et des armes plus puissants. En plus du combat, certaines missions sont plus variées, comme l'élevage de poissons, l'activation des défenses périmétriques et la course. Il y a huit boss dans le jeu, qui sont souvent basés sur la vie marine géante.

## Accueil
La version Dreamcast de Deep Fighter a reçu des critiques "moyennes" selon l'agrégateur de critiques Metacritic. Garrett Kenyon de NextGen a estimé qu'il s'agissait "d'un jeu qui vous endormira sûrement si vous parvenez à éviter de vous tuer en premier".